# Gewog di Yoeseltse
Il gewog di Yoeseltse è uno dei quindici raggruppamenti di villaggi del distretto di Samtse, nella regione Occidentale, in Bhutan.